# Edele Kruchow
Clara Edele Bengta Kruchow, född Langberg 22 oktober 1915 på Frederiksberg, död 4 september 1989 i Søllerød, var en dansk rektor och politiker (Det Radikale Venstre). Hon var folketingsledamot 1971–1977.

## Bakgrund
Edele Kruchow var dotter till grosshandlaren Hans Philip Edliot Langberg (1880–1927) och Kamma Hansen (1885–1956) samt äldre syster till officeren Gunnar Langberg (1918–2007) och konsthistorikern Harald Langberg Efter faderns död fortsatte modern att driva hans firma, vilket gjorde att familjen levde under fortsatt goda ekonomiska förhållanden. Edele Kruchow tog studentexamen från Statens Kursus 1936 och blev cand. mag. i historia, geografi och franska vid Köpenhamns universitet 1944. Hon var anställd som timlärare, senare adjunkt, på Holte Gymnasium (1947–1957) och Lyngby Statsskole (1957–1960). På den senare var hon lektor från 1958. Hon var därefter rektor på Sortedam gymnasium (1960–1979). Hon var även styrelseledamot av Historielærerforeningen (1949–1961) och Gymnasieskolernes Lærerforening (1953–1961) och var med om att utforma ett förslag till ett nytt skolsystem som bestod av en sjuårig grundskola och ett femårigt gymnasium. Förslaget röstades ned av lärarföreningen, trots att gruppen som utformade förslaget hade nära kontakter med utbildningsminister Jørgen Jørgensen. Hon författade boken Dansk Landbrugs Andelsbevægelse (1946) och var en av utgivarna av ett informationshäfte; Danmark under 2. verdenskrig (1959). Hon ingick också i Læseplansudvalget (1960–1961) som med skriften Den blå betænkning bidrog till en ny utformning av undervisningen i landets skolor. I boken Gymnasiastoprør? (1969) skildrade hon sina egna erfarenheter av 1968 års studentuppror.

## Politisk karriär
Kruchow var engagerad i särskilt bistånds- och kvinnofrågor. Hennes politiska engagemang utanför skolans ramar började i den humanitära hjälporganisationen Mellemfolkeligt Samvirke. Hon blev sedan utsedd till representant i den danska FN-delegationen 1965 av Danske Kvinders Nationalråd (DKN) och efter hemkomsten 1967 blev hon ordförande av DKN, som då hade uppemot en halv miljon medlemmar. Detta uppdrag innehade hon till 1972. Hon ingick även i Kvindekommissionen af 1965, som ledde till upprättandet av Ligestillingsrådet, samt i Unescos danska nationalkommission, Dansk Flygtningehjælps verkställande utskott och i biståndsorganisationen Danidas styrelse.
Kruchow var engagerad i Det Radikale Venstre och representerade partiet i Søllerøds kommunfullmäktige (1970–1986). Hon kandiderade för partiet till Folketinget från 1960, men blev invald först 1971. Hon var folketingsledamot till 1977 och var även ledamot i Europarådet (1975–1976), Europaparlamentet (1975–1977) och FN:s generalförsamling (1974–1975).